# GxP
GxP — (Good X Practice) це загальний термін для ефективної практики якості керівних принципів і правил. Дані Належні практики використовуються в багатьох областях, в тому числі і у фармацевтичній та харчовій промисловості.
GxP представляє скорочень цих назв, де х (загальний символ для змінної) представляє специфічний дескриптор.
«С» або «С», іноді додають до початку абрівеатрури. У попередньому «С» розшифровується як «поточні». Наприклад, з акронім для «поточного Good Manufacturing Practices». cGMP є найвідомішим прикладом GxP.

## Ціль
Метою Належних практик GxP якості є забезпечення якості продукту і відповідність його призначенню. Настанови GxP застосовуються у регульованих галузях промисловості, включаючи продовольство, фармацевтична галузь, медичне обладнання та косметику.
Розташований в самому центрі аспекти GxP є: Відстеження: здатність реконструювати історію створення лікарських засобів або медичних виробів..
Підзвітність: здатність прослідкувати хто вніс свій внесок, як і коли.
Документація є важливим інструментом для забезпечення Належний практик GxP. Додаткові відомості див Good Manufacturing Practice.

## Перелік стандартів GxP
- Good Auditing Practice, або GAP
- Належна практика культивування (НПК) — англ. Good Agricultural Practices, або GAP
- Належна практика культивування та збору (НПКЗ) — англ. Good Agriculture and Collection Practice, або GACP
- Good Aquaculture & Fishery Practices, або GAFP
- Good Automated Manufacturing Practice, або GaMP
- Good Business Practices, або GBPs
- Good Civil Engineering Practice
- Good Clinical Data Management Practice, або GCDMP
- Належна клінічна практика (НКП) — англ. Good Clinical Practice, або GCP
- Good Clinical Laboratory Practice, или GCLP
- Належна практика збору (НПЗ) — англ. Good Collection Practices, або GCP
- Good Distribution Practice, або GDP
- Good Documentation Practice, або GDP
- Good Engineering Practice, або GEP
- Good Financial Practice, або GFP
- Good Guidance Practice, або GGP
- Good hospital practice
- Good Hygiene Practices, або GHPs
- Good Horticultural Practices, або GHP
- Good Viticultural Practices, або GVP
- Good Information Systems Practice, або GISP
- Good Information Technology Practice, або GITP
- Good Laboratory Practice, або GLP
- Good Logo Practice, або GLgP
- Належна виробнича практика (НВП) — англ. Good Manufacturing Practice, or GMP
- Good Management Practice, або GMP
- Good Microbiological Practice, або GMiP
- Good Pharmacy Practice, або GPP
- Good Policing Practices, або GPPs
- Good Road Traffic Engineering Practice
- Good Road Transportation Practice
- Good Research Practice, або GRP
- Good Recruitment Practice або GRP
- Good Safety Practice, або GSP
- Good Storage Practice, або GSP
- Good Service Practice, або GSP
- Good Tissue Practices або cGTP
- Good Tourism & Hospitality Practices, або GTHP
- Good Wellbeing Practice, або GWP